# ディオンテ・ハーティー
ディオンテ・ハーティー（Deonte Harty, 出生名：ディオンテ・ハリス〈Deonte Harris〉, 1997年12月4日 - ）は、アメリカ合衆国メリーランド州ボルチモア出身のプロアメリカンフットボール選手。NFLのバッファロー・ビルズに所属している。ポジションはワイドレシーバーまたはリターンスペシャリスト。

## 経歴

### カレッジ
ディビジョンIIのアサンプション大学で4年間プレーし、通算タッチダウン数の同大学史上最高記録（45）、リターンからのタッチダウンのカレッジフットボール史上最高記録（14）などを樹立した。

### ニューオーリンズ・セインツ
2019年のNFLドラフトでは指名がなく、ドラフト後にニューオーリンズ・セインツと契約した。
2019年シーズン、第3週のシアトル・シーホークス戦でパントリターンからキャリア初となるタッチダウンを記録した。このシーズンはリーグ最多となるリターン獲得ヤードを記録し、パントリターナーとしてプロボウル、オールプロファーストチームに選出された。セインツのドラフト外のルーキーがプロボウルに選出されたのは史上初であった。
2020年シーズン、第7週のカロライナ・パンサーズ戦でキャリア初となるレシービングTDを記録した。
2022年3月14日に制限付きFAとなったが、セインツから契約を更新された。

### バッファロー・ビルズ
2023年3月16日にバッファロー・ビルズと2年総額1,350万ドルの契約を結んだ。

## 人物
2021年7月に飲酒運転やスピード違反により逮捕された。
2021年12月に継父へ敬意を表し、名前をディオンテ・ハーティーに変更した。